# هارتموت فندريش
هارتموت فاندريتش (بالألمانية: Hartmut Fähndrich)‏ (14 أكتوبر 1944) هو عالم ومترجم ألماني، متخصص في ترجمة الأدب العربي إلى اللغة الألمانية.